# Juha Lallukka
Juha Lallukka, né le 27 octobre 1979 à Kouvola, est un fondeur finlandais qui a commencé sa carrière en 2001. 

## Biographie
Juha Lallukka débute en Coupe du monde en mars 2002 et atteint une fois le podium lors d'une étape des Finales de Falun en 2009 (15 km libre avec handicap).
En novembre 2011, la Fédération finlandaise confirme son contrôle antidopage positif à l'hormone de croissance. Bien que niant les faits de dopage, Lallukka est suspendu par la FIS.

## Palmarès

### Jeux olympiques d'hiver
| Épreuve / Édition | Sprint                           | Sprint    | 15 km | 15 km     | Poursuite 2 × 15 km | 50 km classique | Relais | Relais    |
| Épreuve / Édition | libre                            | classique | libre | classique | Poursuite 2 × 15 km | 50 km classique | Sprint | 4 × 10 km |
| JO 2010 Vancouver | Épreuve inexistante à cette date | —         | 34e   | —         | —                   | —               | —      | —         |

### Championnats du monde
Il a participé à quatre Championnats du monde, et son meilleur résultat est une quatrième place lors de l'édition 2011 à Oslo.

### Coupe du monde
- Meilleur classement général : 57e en 2005.
- Meilleur résultat individuel : 4e.
- 1 podium lors d'une étape intermédiaire de Coupe du monde.